# Conocalama galbinata
Conocalama galbinata là một loài tò vò trong họ Ichneumonidae.